# ويليام جونستون
ويليام جونستون (بالإنجليزية: William Johnstone)‏ (4 نوفمبر 1864 بغلاسكو في المملكة المتحدة - 11 ديسمبر 1950) هو لاعب كرة قدم بريطاني (وحمل سابقاً جنسية المملكة المتحدة لبريطانيا العظمى وأيرلندا) في مركز الهجوم. شارك مع منتخب اسكتلندا لكرة القدم. أما مع النوادي، فقد لعب مع نادي لانارك الثالث.

## وصلات خارجية
- ويليام جونستون على موقع الاتحاد الإسكتلندي (الإنجليزية)
- ويليام جونستون على موقع قاعدة بيانات كرة القدم.إي يو (الإنجليزية)